# 西藏电力有限公司羊八井地热电厂
西藏电力有限公司羊八井地热电厂，位于中国西藏自治区拉萨市当雄县羊八井镇，为西藏电力有限公司的分公司，是目前中国最大的地热电站。

## 简介
1970年代初，地质勘探队来到羊八井地区，发现温泉散发热气。自此，羊八井地热试验电站的建设被逐渐提上日程。
1975年，中央政府将羊八井地热开发列为国家“五五计划”重点工程。国家先后下拨2亿多元人民币。西藏第三地质大队采用岩心钻在羊八井成功打出中国第一口湿蒸汽井。清华大学一批人员在此用300千瓦的机组做试验。1975年9月23日，中国科学院青藏高原科学考察队与西藏第三地质大队配合安装300千瓦地热实验机组成功发电。西藏自治区人民政府随即成立了“地热工程指挥部”和“九·二三工程处”，开始发展一号机。1976年，中国大陆首台兆瓦级地热发电机组在此发电，进入工业性发电。1977年10月，羊八井地热试验电站首台1000千瓦试验机组发电并投入运行。
1985年，中华人民共和国国务院副总理李鹏视察羊八井地热电厂，当年装机容量已达10兆瓦，向拉萨市通过110千伏输电线路送电。1990年7月25日，中国共产党中央委员会总书记江泽民视察羊八井地热电厂，并题辞：“开发地热资源，造福西藏人民”。当年该厂装机容量已达19兆瓦，发电量6059.58千瓦/小时，占当年拉萨电网39.70％的总发电量（当年水电占总发电量的57.52％，燃油火电占总发电量的2.78％）。此后，该厂又加装两台3兆瓦机组，总容量从而达25.18兆瓦。
截至2006年底，装机容量达24180千瓦，已是中国最大的地热电厂，年发电量1.097亿千瓦时，累计发电量18.4亿千瓦时。羊八井地热电厂是目前中国最大的地热试验基地，也是目前世界上唯一一家利用中温浅层热储资源开展工业性发电的电厂。到2007年前后，中国地热发电装机容量位居世界第12位，西藏自治区地热发电装机容量位居中国第1位。
2008年5月18日，由中国国电集团公司龙源电力集团有限公司投资，羊八井地热电厂承建的“西藏羊八井双螺杆膨胀动力机地热发电示范工程”开工，装机容量是一台1000千瓦地热发电机组。该发电机组属于地热发电的新型设备，曾经被列为国家“863”计划。2009年7月底，完成发电机组安装，8月6日试运行。